# La Répudiation
 (novembre 2018).
Si vous disposez d'ouvrages ou d'articles de référence ou si vous connaissez des sites web de qualité traitant du thème abordé ici, merci de compléter l'article en donnant les références utiles à sa vérifiabilité et en les liant à la section « Notes et références ».
La Répudiation est un roman de l'écrivain algérien Rachid Boudjedra, paru en 1969.
Rachid, le narrateur, raconte sa propre enfance saccagée par la répudiation de sa mère et la haine de son père qui s'ensuit. Lui, son frère et ses sœurs sont ainsi exposés à la plus grande violence dès l'enfance, ce qui se traduira par l'échec familial, la mort et la folie dans laquelle Rachid s'enferme en signe de défense. C'est ainsi que l'œuvre traverse les problèmes de la société algérienne et particulièrement celui des femmes vouées au plaisir de leurs maris puisqu'ils les possèdent, mais aussi de l'hypocrisie religieuse face à la décadence sexuelle. Ce roman du drame familial dénonce l'abus de pouvoir des hommes et la soumission des femmes dans un état léthargique total.

## Résumé

### La rupture avec le père
Le narrateur Rachid retrace le récit de sa vie à son amante française alors qu'il se trouve à l'hôpital, semblerait-il, ou en prison. Ses hallucinations rendent son récit flou, il ne sait plus lui-même où il est et confond le réel. La répudiation de la mère, Ma, est l'élément central et marque le début de la rupture avec le père, Si Zoubir. Les enfants vont le haïr et comploter contre lui et sa nouvelle femme légitime, Zoubida qui a alors 15 ans. Zahir, le frère de Rachid tente même de les assassiner mais n'y parvient pas tandis que Rachid se prend de passion pour cette jeune mariée, elle aussi, comme le fera Leïla, sa demi sœur juive mais aussi ses cousines dont il abuse. L'inceste, le viol, l'alcool et le sexe sont donc omniprésents. Les hommes ont en effet de nombreuses maîtresses, souvent françaises, et vont régulièrement dans des maisons closes. Les fêtes données lors de mariage sont l'occasion de déboires sexuels tant chez les adultes que chez les enfants excepté les femmes qui obéissent, se taisent et font tout pour garder leur mari.

### L'impossibilité familiale
Cette impossibilité est marquée par la mère qui reste silencieuse, sans réaction et accepte tout ce qui se passe. Elle organise même les noces de Zoubida et Si Zoubir, des orgies orchestrées par les hommes. Elle est dans l'impossibilité de réagir car elle dépend toujours de Si Zoubir moralement et financièrement : une femme algérienne n'est en droit que d'entretenir l'organe sexuel de son mari. Alors que Rachid déteste son père, il va éprouver ce même sentiment pour sa mère qu'il considère lâche. Son frère Zahir boit énormément, ce qui engendrera sa mort. Mort de Yasmina aussi, sa sœur, considérée par sa belle-famille comme malade car son mari ne parvient pas à la déflorer. Rachid nous décrit un vertige familial à la suite des liens rompus avec le père et sombre dans le délire en évoquant des membres secrets qui le séquestrent. Si Zoubir pense que ses enfants complotent contre lui et sa nouvelle famille, il en devient fou et de plus en plus violent. Il les bat et se déchaîne sur eux. La famille est envahie par le silence, la fatigue, la peur, la haine, la solitude. C'est un drame familial qui se joue après la répudiation de la mère.

## Personnages
- Rachid, le narrateur : il apparaît comme un être confus, souvent entre le dégoût et la fascination. C'est le cas lorsqu'il décrit de façon monstrueuse le sexe des femmes à de nombreuses reprises comme une chair absorbante mais aussi comme l'objet de ses désirs. Confusions également puisqu'il est mythomane et délirant. Ses relations avec les femmes sont dès le début marquées par l'instabilité de sa relation maternelle qu'il juge dévorante. Les menstruations des femmes le répugnent, lui et son frère les associent à la mort. Lorsqu'il a 13 ans, il sent les culottes sales de ses cousines, joue avec leurs sexes et se tourne vers des amours incestueuses. C'est un personnage qui étouffe et plein de rancœur, qui veut se révolter contre un père inexistant. Il le fait contre les traditions envahissantes lorsqu'il dessine le tableau d'une ville putréfiée par le sang des animaux égorgés lors de l'Aïd : la religion pourrit la ville pour lui qui considère la circoncision comme une invention barbare. La sieste, la fatigue qui parcourent son récit marquent cette atmosphère pesante en proie à l'anarchie. Il évoque ainsi son séjour à l'hôpital psychiatrique ou en prison, on ne sait pas, emprisonné pour sa résistance politique face au nationalisme.
- La mère, Ma : elle est la figure de la femme soumise et sorcière superstitieuse dont le corps est lourd, pénétré de fatigue, de contraintes, de silence. L'acte sexuel avec son mari est même comparé à l'échafaud. Elle est répudiée alors qu'elle a 30 ans et ne réagit pas, ce qui lui vaudra la haine de son fils Rachid. Les femmes de ce roman sont une chair fascinante et convoitée : les prostituées, les cousines violées pendant la grande prière du Ramadhan, les cuisses des femmes épiées, tout est affaire de sexe et de possession. La mère ici n'est pas sexualisée mais porteuse de la faute. Rachid déteste sa lâcheté.
- Le père, Si Zoubir : il est présenté comme un monstre tant physiquement que moralement, un "père phallique mi-réel, mi apparent". Il terrifie ses enfants, les violente. C'est un autodidacte, un fanatique religieux et nationaliste qui s'accoutume bien d'une maîtresse française et pactise avec l'autorité coloniale. Il est le chef de toute la famille, les oncles le craignent aussi, il est la domination. Rongé par la démence, il conspire contre ses enfants pour les envoyer en prison.
- Le frère, Zahir : il n'est pas très présent car il est souvent en train de s'alcooliser. Rachid le présente comme quelqu'un d'intelligent car il ne comprend pas souvent ce qu'il dit. Il dévoile également sa relation avec un professeur de physique juif, Heimatlos, et révèle ainsi son homosexualité. Il est lui aussi répugné par le sang des femmes. Sa mère ferme les yeux sur la sexualité de Zahir. Il meurt hors de la terre sainte et brise les traditions. Lors des funérailles, Rachid et Heimatlos partagent leur tristesse et s'accompagnent dans le deuil. Ma et Zoubida sont inertes.
- L'amante, Céline : elle est d'abord représentée par son sexe, cette chair monstrueuse. Elle apparaît elle aussi comme toutes les autres femmes, une « femelle ». La relation qu'elle a avec Rachid est à la fois charnelle et complexe. Elle ne croit pas ce qu'il dit sans pour autant tout nier. Elle permet le récit de Rachid qu'elle sollicite et qui s'adresse à elle mais finit par l'abandonner à ses hallucinations.